# Jill Kelly
Adrianne Diane Moore, född 1 februari 1971 i Pomona, Kalifornien, är en amerikansk porrskådespelerska tillika regissör och producent av pornografisk film. Hon är mer känd under sitt artistnamn Jill Kelly.